# LM Возничего
LM Возничего (лат. LM Aurigae) — одиночная переменная звезда в созвездии Возничего на расстоянии (вычисленном из значения параллакса) приблизительно 2500 световых лет (около 767 парсеков) от Солнца. Видимая звёздная величина звезды — от +15,9m до +13,6m.

## Характеристики
LM Возничего — красная пульсирующая полуправильная переменная звезда типа SRA (SRA) спектрального класса M. Эффективная температура — около 3286 К.